# Fort de Rangarh
El fort de Rangarh és una antiga fortalesa en ruïnes al districte de Banda, a Uttar Pradesh. Està a la vora del poblet de Rangarh.
Té una antiguitat de 450 anys i fou construït vers el 1540; el fort és propietat d'un raja i el visiten unes 500 persones a l'any. L'entorn és magnífic i el riu Ken està a la rodalia. A l'entorn del fort hi ha un temple hindú. La zona està poblada per nombroses mones.